# Dimitrios Levidis
Dimitrios Levidis Atenas, 8 de abril de 1885 o 1886 - Palaio Faliro, 29 de mayo de 1951) fue un compositor griego, posteriormente nacionalizado francés (1929).
En griego su nombre se escribe Δημήτριος Λεβίδης.
Descendía de una familia aristocrática, con raíces bizantinas de Constantinopla. Levidis estudió en Atenas, Lausana (Suiza) y Múnich (Alemania). Sus maestros incluyen Friedrich Klose, Felix Mottl y Richard Strauss, siendo este último su profesor de composición entre 1907 y 1908. Levidis ganó el premio Franz Liszt por su Sonata para piano, opus 16. Después de un corto período de tiempo en Grecia se estableció en París (1910-1932), sirvió en el ejército francés durante la Primera Guerra Mundial y tomó la nacionalidad francesa en 1929.
Escribió abundantemente, en muchos géneros, con una técnica refinada que combinaba la armonía posromántica de Strauss y el impresionismo de raveliano, también la explotación de los modos griegos, en un estilo atractivo que poseía mayor homogeneidad que la de muchos de sus contemporáneos griegos. Levidis estaba impresionado por la brevedad armónica de Claude Debussy, como se muestra en sus últimas obras.
Fue un experimentador notable con nuevas combinaciones y nuevos instrumentos. Su interés por nuevos sonidos lo llevó a ser uno de los primeros en escribir para el ondas Martenot (su Poema sinfónico modernista para instrumento eléctrico y orquesta, opus 43-B, fue la primera aparición pública del instrumento, que se estrenó el 20 de abril de 1928, en la Ópera de París y fue dirigida por Rhené-Batón (1879-1940). El solista era Maurice Martenot, interpretando por primera vez en público un dispositivo electrónico.
Después de ese impresionante debut, el director de orquesta Leopold Stokowski trajo a Martenot a Estados Unidos para presentar el trabajo de Levidis con la Orquesta de Filadelfia. Esto dio lugar a una tremenda ráfaga de composiciones dedicadas a este dispositivo.
Después de su regreso a Grecia en alrededor de 1932, Levidis fue designado por el Ministerio de Educación para enseñar en el Conservatorio Helénico y en el Liceo de Música. En 1934 fundó el Conservatorio de Falero, que más tarde sería subsumido en el Conservatorio Helénico, y fue presidente del Sindicato de Compositores Griegos (1946-1947).
En 1947 y 1948 vivió nuevamente en París.

## Obras
(Lista no completa).
- 1898: Menuet
- 1899: Tristesse
- 1902: Piano impromptus
- 1908: Erste Griechische Romantische Piano Sonate op. 16
- 1910: Preludes in D minor
- 1911: Divertissent Orchestra
- 1911: Divertissement op. 25
- 1912-1914: 4 Persian Rubajats
- Chant payen for oboe and strings
- 1924: Patre et nymphe (ballet).
- 1928: Poeme symphonique, pour solo d’ondes musicales et orchestre, op. 43-B
- 1929: De profundis
- 4 tableaux en un acte, op. 45
- 1925-1945: The talisman of the gods, op. 41 ballet (incompleto).
- 1942-1943: L’Illiade, Orchestra Oratorio
- La terre dans l'espace, symphonic poem for orchestra.